# Montserrat Casas Ametller
Montserrat Casas Ametller (Hostalric, la Selva, 6 de setembre de 1955 - Barcelona, 30 de març de 2013) va ser doctora en Ciències Físiques i rectora de la Universitat de les Illes Balears en el període 2007-2013.
Va cursar els estudis de primària i secundària a l'Institut Jaume Vicens Vives de Girona. Més tard va començar els estudis universitaris de Ciències Físiques a la Universitat de Girona tot i que després del primer curs es va traslladar a la Universitat Autònoma de Barcelona. Es casà amb el catedràtic de Física Teòrica Carles Bona, amb qui tingué un fill. Morí el dia 30 de març de 2013 víctima d'un càncer. El 2015 fou nomenada filla adoptiva pel Consell Insular de Mallorca.
Fou llicenciada (1971) i doctorada (1981) en Ciències Físiques per la Universitat Autònoma de Barcelona. En el període 1977-1983 fou docent de la mateixa UAB, i a partir del 1984 Casas va ser professora de la Universitat de les Illes Balears. Després del seu pas per la UAB va treballar a Centre d'Energia Nuclear de Saclay (França) i, més tard, a l'Institut de Física Nuclear d'Orsay (França). També dugué a terme estades a la Universitat de Trento (Itàlia) i a l'Institut de Física de La Plata (Argentina). El 1994 va esdevenir catedràtica en Física Atòmica, Molecular i Nuclear per la UIB. Com a investigadora se centrà en l'estudi de sistemes quàntics i de la contaminació radioactiva. Fou elegida rectora de la UIB després guanyar les eleccions el 28 de març de 2007, en les quals obtingué en la segona volta el 59,45% dels vots enfront del 40,55% que va aconseguir el seu oponent Sergio Alonso, catedràtic de Meteorologia. Succeí en el càrrec Avel·lí Blasco. Casas fou coautora de dos llibres i feu més d'un centenar de publicacions internacionals.